# Эрльбах-Кирхберг
Эрльбах-Кирхберг (нем. Erlbach-Kirchberg) — посёлок в Германии, в земле Саксония, входит в состав района Рудные Горы в составе городского округа Лугау.
Население составляет 1673 человек (на 31 декабря 2011 года). Занимает площадь 15,9 км².
До 31 декабря 2012 года он принадлежал административному сообществу Лугау и был включен в состав Лугау 1 января 2013 года.

## История
Эрльбах был основан как Вальдхуфендорф поселением франконских фермеров в 12 веке.
Первое упоминание о поселении относится к 1486 году.
Основными отраслями бизнеса были сжигание древесного угля, добыча торфа и обогащение руды. 
1 января 1999 года Эрльбах-Кирхберг вошёл в состав коммуны Уршпрунг.
1 января 2013 года Уршпрунг вошёл в состав городского округа Лугау, а Эрльбах-Кирхберг стал его районом.

## Известные уроженцы
- Андреас Кирхнер — немецкий бобслеист, чемпион зимней Олимпиады 1984 года.

## Галерея

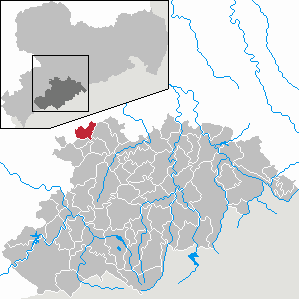
Эрльбах-Кирхберг на карте района
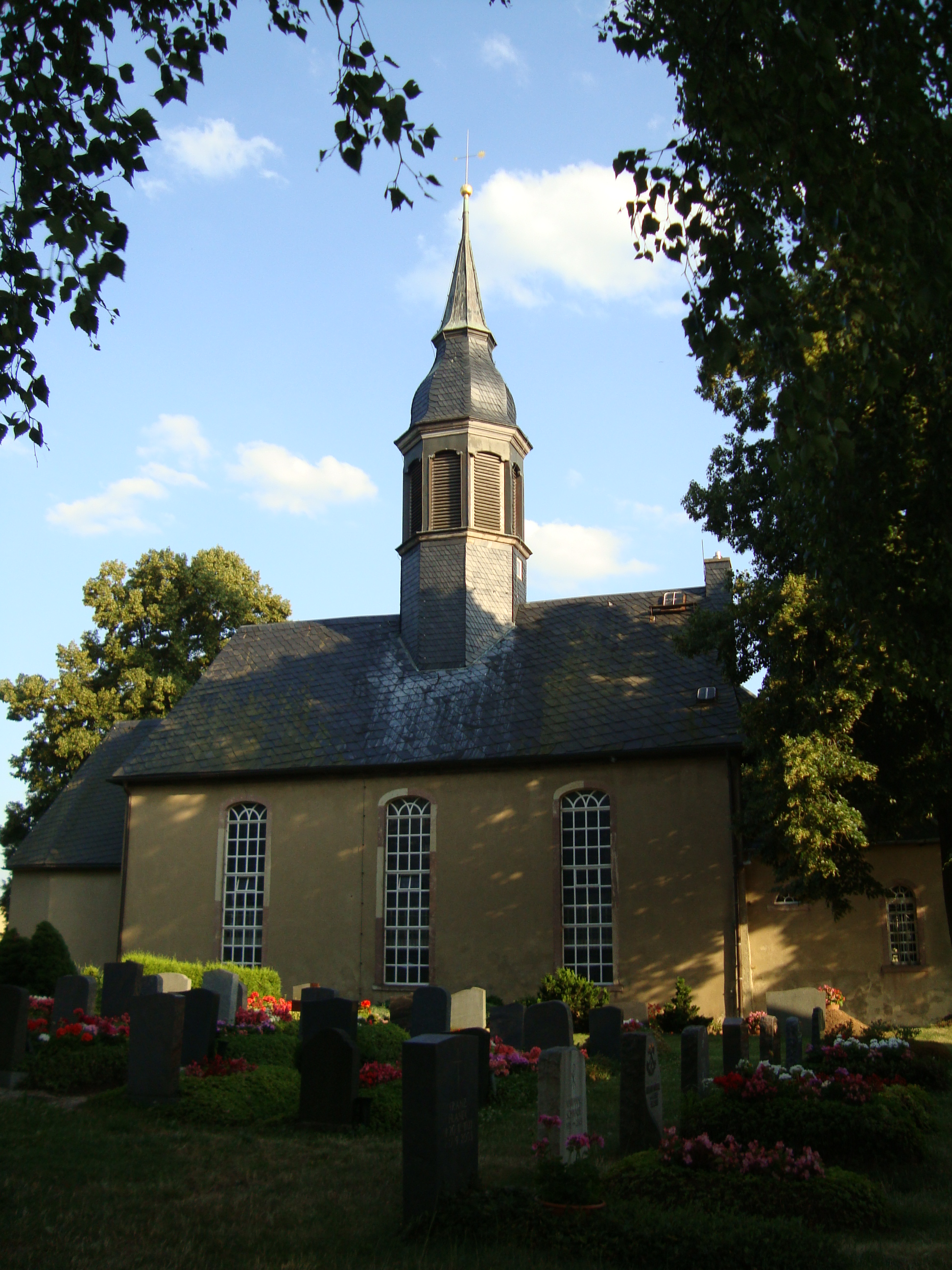
Церковь в Эрльбах-Кирхберге
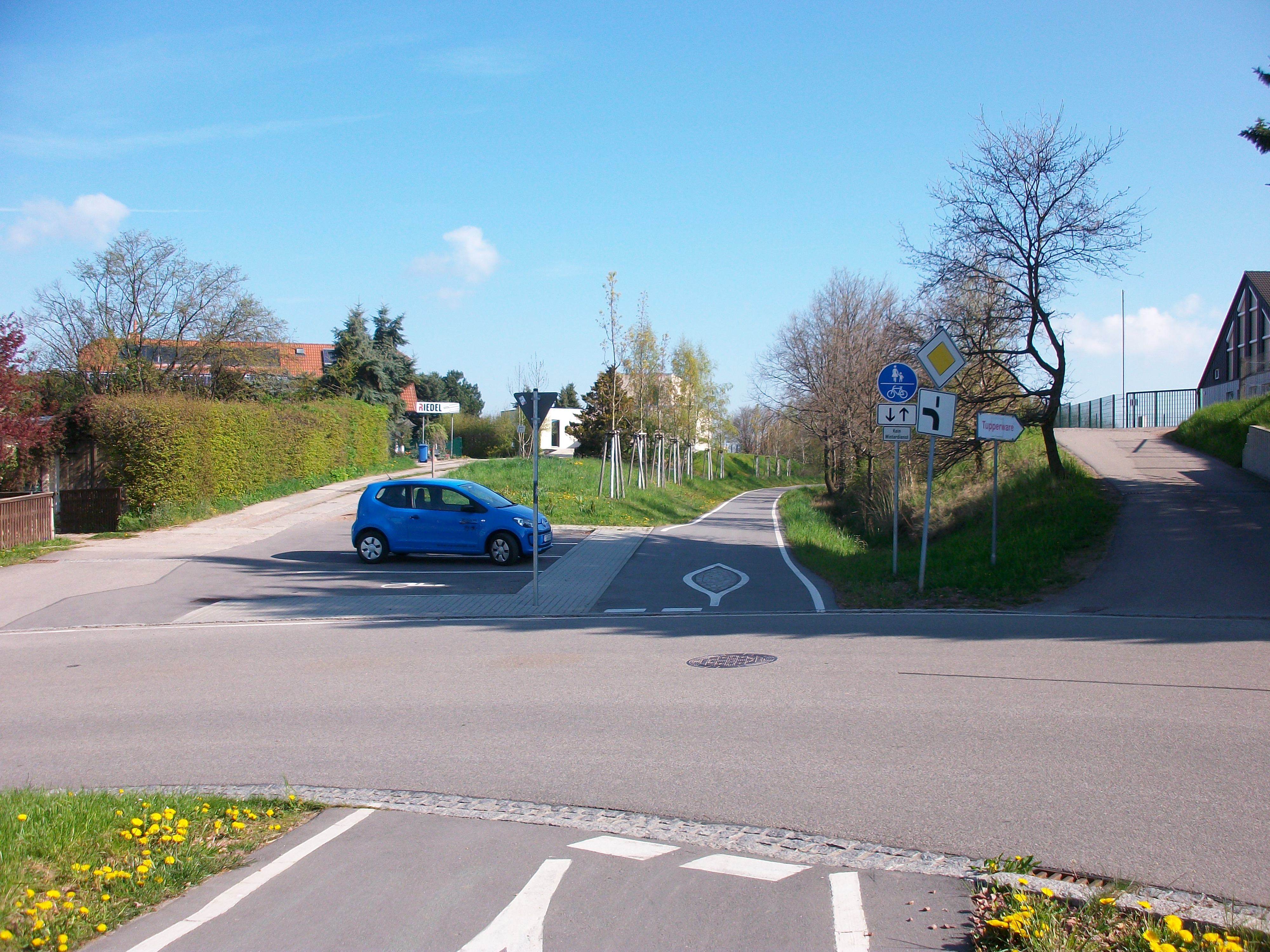
Улочки Эрльбах-Кирхберга